# Макс Беркголдер
Макс Генрі Вольф Беркголдер (1 листопада 1997) — американський актор, найбільш відомий за роль Макса Брейвермана, що має синдром Аспергера, в комедійному телесеріалі «Батьківство» каналу NBC. До цього він став відомим як актор озвучування за свої ролі Чомпера в «Землі до початку часів», Ру «Мої друзі Тигрик та Вінні» і «Світі» у «Будинку друзів Фостера» . У 2013 році він з'явився у фільмі «Чистка».

## Життя та кар'єра
Батьки Беркголдера — це колишні актори. Він відвідує школу Campbell Hall. Беркголдер був прийнятий до Гарвардського університету. [Джерело?]

## Телебачення
Беркголдер з'явився в «Батьківстві» як Макс Браверман і як молодий Мітч на Рубці. Він запросив зніматися зірка CSI: епізод Маямі «Pool Death 100», а також епізод CSI: NY. Крім того, він зіграв Біллі в одному епізоді The Suite Life від Zack & Cody на каналі Діснея, і став голос Samsquatch у випадковому! Мультфільми Він з'явився у серіалі «Лікування та кохання в оренду», і зіграв роль Дункана в епізоді «Анатомія» Грея «Хоробрий Новий Світ». Він також зіграв дитину в аеропорту в The O.C.
Буркхолер позичив свій голос кільком шоу. Він виголосив телевізійну серію «Земля до часу» «Chomper» на основі серії фільмів з однойменною назвою. Він також забезпечує голос Роо на Моїх друзях Тиггер і Пух (беручи на себе роль Джиммі Беннетта) і зіграв у «Світ», уявного друга в кінотеатрі в будинку Фостерів для фільму «Уявні друзі» «Місце призначення: уява».
У ролі Беркхолдера, як Макс Брейверман у «Батьківстві», виконавчий продюсер Джейсон Катімс зазначив, що консультант Вейн Таш'ян, психолог-поведінка, переглянув цей сценарій і познайомився з Буркхолером та його матір'ю з цими сценами, пов'язаними з символом Макса. Беркголдер та його мати тоді практикували сцени самостійно. Для спеціальних сцен, шоу використовував другий консультант для забезпечення точності.

## Кіно
Беркголдер зіграв «Макс в» тату «Денний догляд» і з'явився у «Друзях з грошима». У 2013 році він зіграв сина Джеймса Сандіна в фільмі жахів «Очищення».

## Боротьба
Станом на 6 грудня 2017 року Макс відійшов від своєї короткої кар'єри в боксерських боксерських ботинках. Перший і останній матч своєї кар'єри був збитком проти Back Off Becca. Це була серйозна втрата.

## Фільмографія

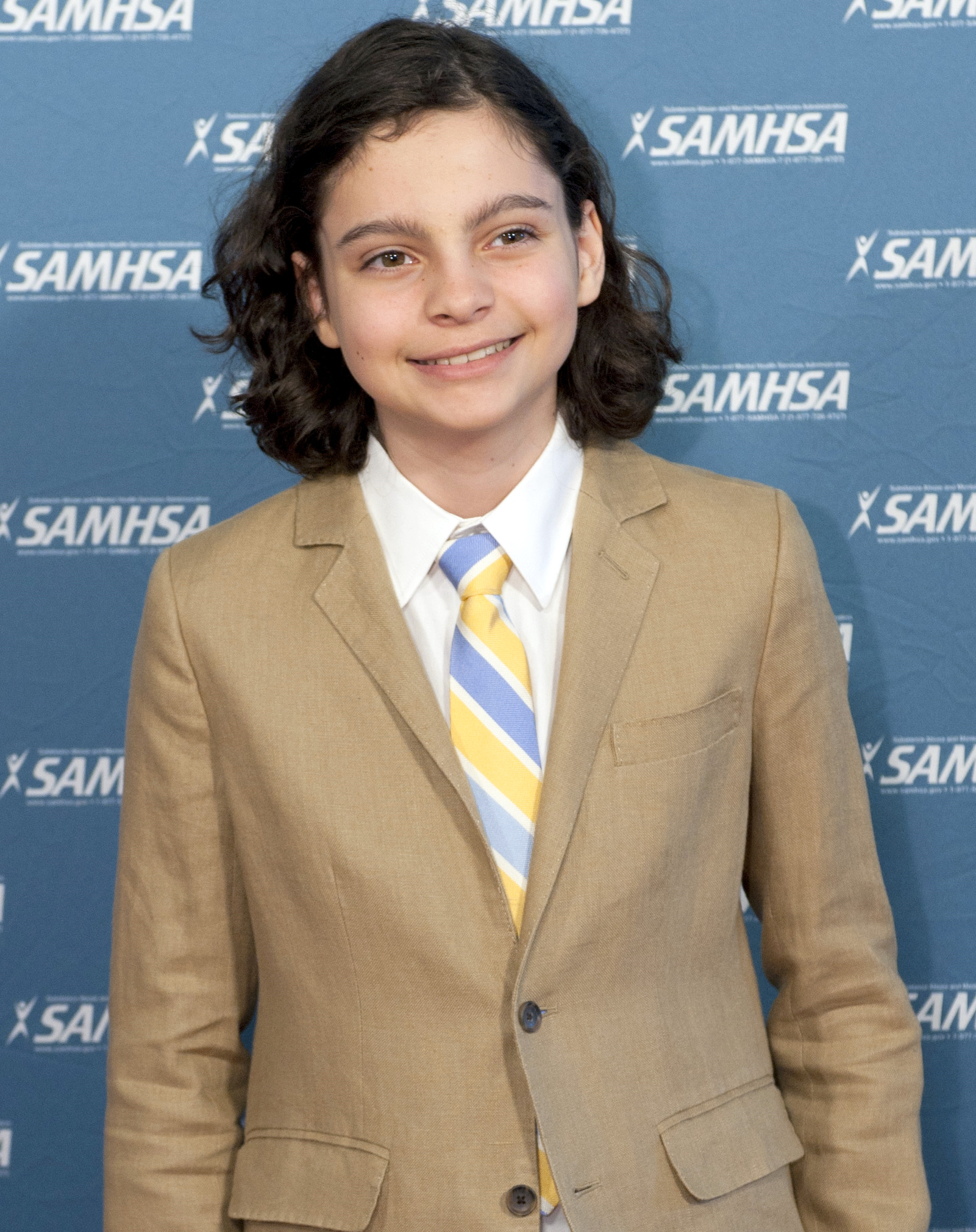
Беркголдер на премії «Голос 2011»

| Рік  | Назва                                                  | Роль                         |
| ---- | ------------------------------------------------------ | ---------------------------- |
| 2003 | Daddy Day Care                                         | Макс Ріерсон                 |
| 2005 | Love for Rent                                          | Макс                         |
| 2006 | Friends with Money                                     | Макс                         |
| 2006 | Лихо мурашине                                          | Синій товариш по команді № 6 |
| 2007 | My Friends Tigger & Pooh: Super Sleuth Christmas Movie | Роо                          |
| 2008 | The Journal                                            | 10-річний Алекс              |
| 2008 | Fly Me to the Moon                                     | Маг Магтон                   |
| 2010 | The Rainbow Tribe                                      | Бу                           |
| 2013 | The Purge                                              | Чарлі Сандін                 |

1. ↑  Person Profile // Internet Movie Database — 1990.